# 807e compagnie de transmissions
La 807e compagnie de transmissions (807e CT) était une unité militaire de l'Armée de terre française.
En 2025, elle est devenue la 1re compagnie du régiment de cyberdéfense.

## Historique
La 807e CT est l'héritière de la 807/1, l’une des deux compagnies d’exploitation du  centre d’organisation des transmissions n°40 créé le 1er juillet 1943.
La 807e compagnie de transmissions est recréée le 1er juillet 2016 dans le cadre du plan de réorganisation de l'Armée de terre française nommé « Au contact ». Il s'agit de l'unique unité de cyberdéfense de l'Armée de terre.
En 2018, elle participe au défilé militaire du 14 Juillet au sein d'un détachement du commandement de la cyberdéfense.
Casernée initialement au quartier Foch à Rennes, elle a déménagé à Saint-Jacques-de-la-Lande (aux côtés de la 785e compagnie de guerre électronique) en juillet 2019.
Le régiment de cyberdéfense est créé le 1er janvier 2025 et intègre la 807e compagnie de transmissions qui devient sa 1re compagnie.